# Милл-Рок
Милл-Рок (англ. Mill Rock) — небольшой необитаемый остров между Манхэттеном и Куинсом в Нью-Йорке. Он находится на расстоянии 300 метров к востоку от 96-й улицы Манхэттена, южнее островов Рэндалла и Уорда, вблизи слияния проливов Ист-Ривер и Гарлем.

## История
Район острова Милл-Рок был печально известен как Адские Ворота. В 1701 году Джон Марш построил на острове мельницу, которая и дала название острову. Позже на Милл-Рок поселился Сэнди Гибсон и основал на нём ферму. В то время Милл-Рок состоял из двух островов — Грейт-Милл-Рок и Литтл-Милл-Рок.
Во время англо-американской войны Военный департамент США построил на Грейт-Милл-Рок блокпост с двумя орудиями. Это укрепление входило в цепочку фортификационных сооружений для защиты пролива Лонг-Айленд и Нью-Йоркской бухты от судов британского флота.
В 1885 году Инженерные войска США взорвали Флуд-Рок, крошечный островок, который не был виден во время наводнения и очень вредил судоходству на Ист-Ривер. Это был, вероятнее всего, наиболее сильный взрыв в истории Нью-Йорка. Его последствия были ощутимы даже в Принстоне, Нью-Джерси. В 1885 году остатки Флуд-Рока были использованы для соединения Грейт-Милл-Рока и Литтл-Милл-Рока, в результате чего образовался Милл-Рок.

## Милл-Рок парк
На острове существует небольшой парк, который занимает площадь в 12 000 м². Парк является собственностью Нью-Йорка и обслуживается Департаментом парков и мест отдыха города Нью-Йорк, в нём растут несколько низкорослых деревьев. С острова открываются великолепные виды на небоскрёбы Мидтауна, а также на мост Трайборо и мост Куинсборо.